# Stephan El Shaarawy
Stephan Kareem El Shaarawy (arabisch ستيفان كريم الشعراوي, DMG Stīfān Karīm aš-Šaʿrāwī; * 27. Oktober 1992 in Savona) ist ein italienisch-ägyptischer Fußballspieler, der in Diensten der AS Rom steht. Er wird als Spitzname Il Faraone (Der Pharao) genannt, da sein Vater Ägypter ist.

## Werdegang

### Vereine

#### Anfänge
Der Sohn eines ägyptischen Vaters und einer schweizerisch-italienischen Mutter spielte von 2006 bis 2010 in der Jugend des CFC Genua. Am 21. Dezember 2008 gab er im Alter von 16 Jahren sein Debüt in der Serie A, als er von Trainer Gian Piero Gasperini im Spiel gegen Chievo Verona in der 83. Minute für Boško Janković eingewechselt wurde. Im Juni 2010 unterzeichnete er beim Zweitligisten Calcio Padova einen Vertrag auf Leihbasis, der auf ein Jahr befristet war. Padova erhielt zudem die Option einer dauerhaften Verpflichtung des Mittelfeldakteurs. In Padua absolvierte El Shaarawy unter Trainer Alessandro Dal Canto 25 Ligapartien und erzielte dabei sieben Tore. Er erreichte mit der Mannschaft am Saisonende den fünften Rang und wurde zum Bester Spieler der Serie B 2010/11 gewählt.

#### AC Mailand
Zur Saison 2011/12 wechselte El Shaarawy auf Co-Eigentümer-Basis zur AC Mailand. Im Gegenzug wechselte Alexander Merkel auf gleicher Basis zum CFC Genua. Sein Debüt für Milan gab er am 1. September 2011 im Testspiel in Como (2:1). Im Juni 2012 kaufte der Verein die verbleibenden 50 % der Transferrechte an El Shaarawy dem CFC Genua ab. In der Saison 2012/13 wurde El Shaarawy unter Massimiliano Allegri Stammspieler bei Milan; er erzielte wettbewerbsübergreifend 19 Tore und gab sieben Torvorlagen. Im Februar 2013 verlängerte er seinen Vertrag bis 2018.

#### Über Monaco nach Rom
Zur Saison 2015/16 wechselte El Shaarawy auf Leihbasis für eine Spielzeit zur AS Monaco. Für die Monegassen absolvierte er bis zum 19. Dezember 2015 wettbewerbsübergreifend 24 Pflichtspiele, in denen ihm drei Tore gelangen. Da ab dem 25. Pflichtspieleinsatz eine Kaufpflicht gegriffen hätte, stand El Shaarawy fortan nicht mehr im Kader.
Am 26. Januar 2016 wechselte El Shaarawy für eine Leihgebühr in Höhe von 1,4 Mio. Euro bis zum Ende der Saison 2015/16 zur AS Rom. Die Roma besaß eine Kaufoption in Höhe von 13 Millionen Euro. In seinem Ligadebüt für seinen neuen Verein gegen Frosinone Calcio erzielte er beim 3:1-Heimsieg sein erstes Tor für den AS Rom, als er per Hacke zum zwischenzeitlich 2:1 traf. Insgesamt erzielte er unter Trainer Luciano Spalletti bis zum Ende der Spielzeit in 16 Einsätzen acht Treffer. Zur Saison 2016/17 wurde El Shaarawy für die festgeschriebene Ablösesumme in Höhe von 13 Mio. Euro fest verpflichtet und mit einem Vertrag bis zum 30. Juni 2020 ausgestattet.

#### Shanghai Shenhua
Im Sommer 2019 wechselte Stephan El Shaarawy für 20 Millionen Euro nach China zu Shanghai Shenhua.

#### Rückkehr nach Rom
Nach eineinhalb Jahren kehrte El Shaarawy im Januar 2021 zur AS Rom zurück. Im Sommer 2023 wurde sein Vertrag in Rom verlängert.

### Nationalmannschaft
El Shaarawy nahm 2009 an der U-17-Europameisterschaft in Deutschland teil, bei der er mit der italienischen Auswahl das Halbfinale erreichte.
Am 15. August 2012 gab er sein Debüt in der A-Nationalmannschaft bei einer 1:2-Niederlage im Freundschaftsspiel gegen England. Unter Cesare Prandelli lief El Shaarawy in der Folge regelmäßig auf und nahm unter anderem am Confed Cup 2013 teil. Auch unter Prandellis Nachfolger Antonio Conte gehörte El Shaarawy regelmäßig zum Kader der Italiener.
Bei der Fußball-Europameisterschaft 2016 in Frankreich wurde er in das italienische Aufgebot aufgenommen. Seinen einzigen Einsatz hatte er im dritten Gruppenspiel gegen Irland, als der Gruppensieg bereits feststand. Er wurde in den Schlussminuten eingewechselt. Italien schied im Viertelfinale aus.
In der Folge spielte El Shaarawy einzelne Partien unter Gian Piero Ventura. In der Qualifikation zur WM 2018 wurde Italien Zweiter hinter Spanien. In den Play-Offs – El Shaarawy wurde im Rückspiel eingewechselt – unterlag Italien der Schwedischen Mannschaft. Seitdem wurde El Shaarawy nicht mehr berücksichtigt.

## Erfolge

### Vereine

#### CFC Genua
- Campionato Primavera: 2009/10
- Coppa Italia Primavera: 2008/09
- Supercoppa Primavera: 2009

#### AC Mailand
- Italienischer Superpokalsieger: 2011

#### Shanghai Greenland Shenhua
- Chinesischer Pokalsieger: 2019

#### AS Rom
- UEFA-Europa-Conference-League-Sieger: 2021/22

### Nationalmannschaft
- Dritter des Confederations Cup: 2013

### Individuelle Erfolge
- Bester Spieler der Serie B: 2010/11
- Italiens Nachwuchsspieler des Jahres: 2012